# シャルル・ド・ブイエ
シャルル・ド・ブイエ、またはブイエ伯爵シャルル（Charles de Bouillé、1816年8月30日、ヴィラール城(Château de Villars、百年戦争中に築かれた城の一つ) - 1889年1月8日または7月8日、サン＝オノレ＝レ＝バン(Saint-Honoré-les-Bains)）は、第三共和政期のフランスの政治家・国会議員である。

## 生涯
フランス農民協会の副会長でもあったブイエは1871年2月8日、ニエーヴル県より国会議員になり君主主義者（王党派やボナパルティストたち）の右に座り、貯水池会議に参加し農業振興に尽力した。またフランス国内に農学研究所を設立するプロジェクトの責任者やレジオンドヌール勲章の選出役員としても活動していた。
1876年1月30日に行われた選挙では、同じくニエーヴル県より出馬。上院にて、保守党に与した。